# دیک (فیلم)
دیک (به انگلیسی: Dick) فیلمی است محصول سال ۱۹۹۹ و به کارگردانی اندرو فلمینگ است. در این فیلم بازیگرانی همچون کیرستن دانست، میشل ویلیامز، بروس مک‌کولوچ، دن هدایا، ویل فرل، سال روبینک، تری گار، دیو فولی، رایان رینولدز، هری شیرر، تد مک گینلی، جی. دی اسپاردین و جیم بریور ایفای نقش کرده‌اند.